# Cantone di Fronsac
Il Cantone di Fronsac era una divisione amministrativa dell'arrondissement di Libourne.
A seguito della riforma approvata con decreto del 20 febbraio 2014, che ha avuto attuazione dopo le elezioni dipartimentali del 2015, è stato soppresso.

## Composizione
Comprendeva i comuni di:
- Asques
- Cadillac-en-Fronsadais
- Fronsac
- Galgon
- La Lande-de-Fronsac
- Lugon-et-l'Île-du-Carnay
- Mouillac
- Périssac
- La Rivière
- Saillans
- Saint-Aignan
- Saint-Genès-de-Fronsac
- Saint-Germain-de-la-Rivière
- Saint-Michel-de-Fronsac
- Saint-Romain-la-Virvée
- Tarnès
- Vérac
- Villegouge